# Sòtades de Creta
|  | Si cerqueu altres usos, vegeu Sòtades i Llista de poetes de l'antiga Grècia. |

Sòtades de Creta va ser un corredor dels antics Jocs Olímpics.
Guanyador a la cursa de llarga distància del Dòlic al 384 aC. Posteriorment Sòtades va ser subornat pels efesis per acceptar la ciutadania d'Efes, per la qual cosa va ser estranyat pels cretencs, competint novament com a ciutadà d'Efes el 380 aC.